# 本邁希迪區
36°46′19″N 7°54′19″E / 36.7720°N 7.9054°E
本邁希迪區（阿拉伯语：‎），是阿爾及利亞的行政區，位於該國東北部，由塔里夫省負責管轄，首府設於本邁希迪，面積415平方公里，2008年人口63,483，人口密度每平方公里153人。